# Грци у Украјини
Грци у Украјини представљају заједницу грчке дијаспоре која живи у ради на територији Украјине, укључујући Доњецку Народну Републику.  Историја Грка на тлу ове земље траје од 1775. године, када су посебним декретом Катарине Велике, грчка насеља добила значајне привилегије, ослобођени су на период од тридесет година свих пореза, а новчана помоћ је пружана једном годишње грчким заједницама.

## Грци у Доњецкој области
Грци су успоставили колоније на обалама Црног мора и Азовског мора још у 6. вијеку прије нове ере. Ове колоније су трговале са разним древним народима који су настањивали приобаље ова два мора, укључујући Ските, Меоте, Кимеријце, Готе као и Словене. Међутим, ове раније грчке заједнице су се асимилирале у шире, аутохтоне народе у региону. Грци који данас насељавају обале Црног и Азовског мора, на чијој територији се простире и Доњецка Народна Република, углавном су потомци различитих таласа досељеника, првенствено понтских грчких избјеглица и економских миграната који су напустили Понт и Понтске Алпе у сјевероисточној Анадолији између пада Царства Требизонда 1461. и Руско-турског рата од 1828-1829, иако су се неки населили и крајем 19. и почетком 20. вијека. Под влашћу царице Катарине Велике створени су повољни услови за досељавање Грка, царица је пружила привилегије грчким насељеницима.
Друге скупине Грка стигли су на просторе Доњецке области, као грчке комунистичке избјеглице из претежно грчке Македоније и других дијелова Сјеверне Грчке, који су побјегли из својих домова након грчког грађанског рата 1946-1949 и настањени су у СССР-у, Чехословачкој и другим државама Источног блока. Међутим, чак и међу овим Грцима било је много комунистичких грчких избјеглица који су се настанили на територији Доњецке области, након грчког грађанског рата, који су заправо били Понтски Грци или Кавкаски Грци. Нова територија им је додијељена између данашњих градова Маријупољ и Доњецк, покривајући јужни дио Доњецкске области у Украјини. Украјинци и Нијемци, а потом и Руси, насељавали су се међу Грцима. Украјинци су већином населили села и неке градове на овим просторима, за разлику од Грка, који су обновили своје градове, чак им дали своје оригиналне Кримске називе. Од овог временског периода имена насеља на Криму одговарају називима мјеста на југу Доњетске области: Јалта-Јалта, Хурзуф-Урзуф итд. Током 1937. и 1938. године Понтски Грци претрпјели су још једну депортацију од стране совјетских власти познатих као грчка операција НКВД-а. Према попису из 2001. године, остало је 91.500 Грка, од којих је велика већина, која је износила око 77.000 још живјела у Доњетској области.

### Данас
Грци у Доњецкој Народној Републици уживају загарантована мањинска права, и представљају једну од најбројнијих мањинских етничких заједница у ДНР. Центар грчке заједнице у бившој Доњецкој области, налазио се у Маријупољу, гдје је било сједиште великог броја грчких удружења, као и саме „Федерације грчких удружења у Украјини”. Након избијања Грађанског рата у Донбасу, један дио Грка је стао на про-руску страну и своју активност наставио у главном граду нове републике Доњецку, гдје је активиран рад Грчке општине, и већег броја грчких културно-умјетничко-спортских удружења, тако да се на основу активности ових удружења може закључити да су Грци у Доњецкој Народној Републици једна од најактивнијих мањинских етничких заједница.
Грци су у ДНР организовани у Доњецку грчку општину, што у правном систему Доњецке Народне Републике представља удружење националних мањина, па се Грци сходно томе у овој међународно непризнатој републици, сматрају националном мањином. Грци у Доњецкој Народној Републици припадају великој грчкој дијапори познатој као Понтски Грци.